# Lillakronet amazone
Lillakronet amazone (latin: Amazona finschi) er en papegøje, der lever i det vestlige Mexico.